# Elecciones del Consejo Regional de Reunión de 1983
Las elecciones al Consejo Regional se celebraron en Reunión el 20 de febrero de 1983. La alianza RPR - UDF - FDM emergió como la más grande del Consejo, ganando 18 de los 45 escaños.

## Resultados
|  | 38.80 % |

|  | 32.76 % |

|  | 13.00 % |

|  | 10.43 % |

|  | 2.94 % |

|  | 2.7 % |

|  | 98.72 % |

|  | 0.77 % |

|  | 0.51 % |

|  | 74,68 % |

## Consecuencias
Tras las elecciones, el presidente del Consejo Regional fue elegido por el Consejo el 28 de febrero. Mario Hoarau del Partido Comunista de Reunión fue elegido en la tercera votación.
|  | 50.00 % |

|  | 38.64 % |

|  | 11.36 % |

|  | 100.00 % |

|  | 0.00 % |

|  | 0.00 % |

|  | 51.16 % |

|  | 48.84 % |

|  | 97.73 % |

|  | 0.00 % |

|  | 2.27 % |

|  | 50.00 % |

|  | 50.00 % |

|  | 100.00 % |

|  | 0.00 % |

|  | 0.00 % |